# Hamburg-Süd-Gebäude

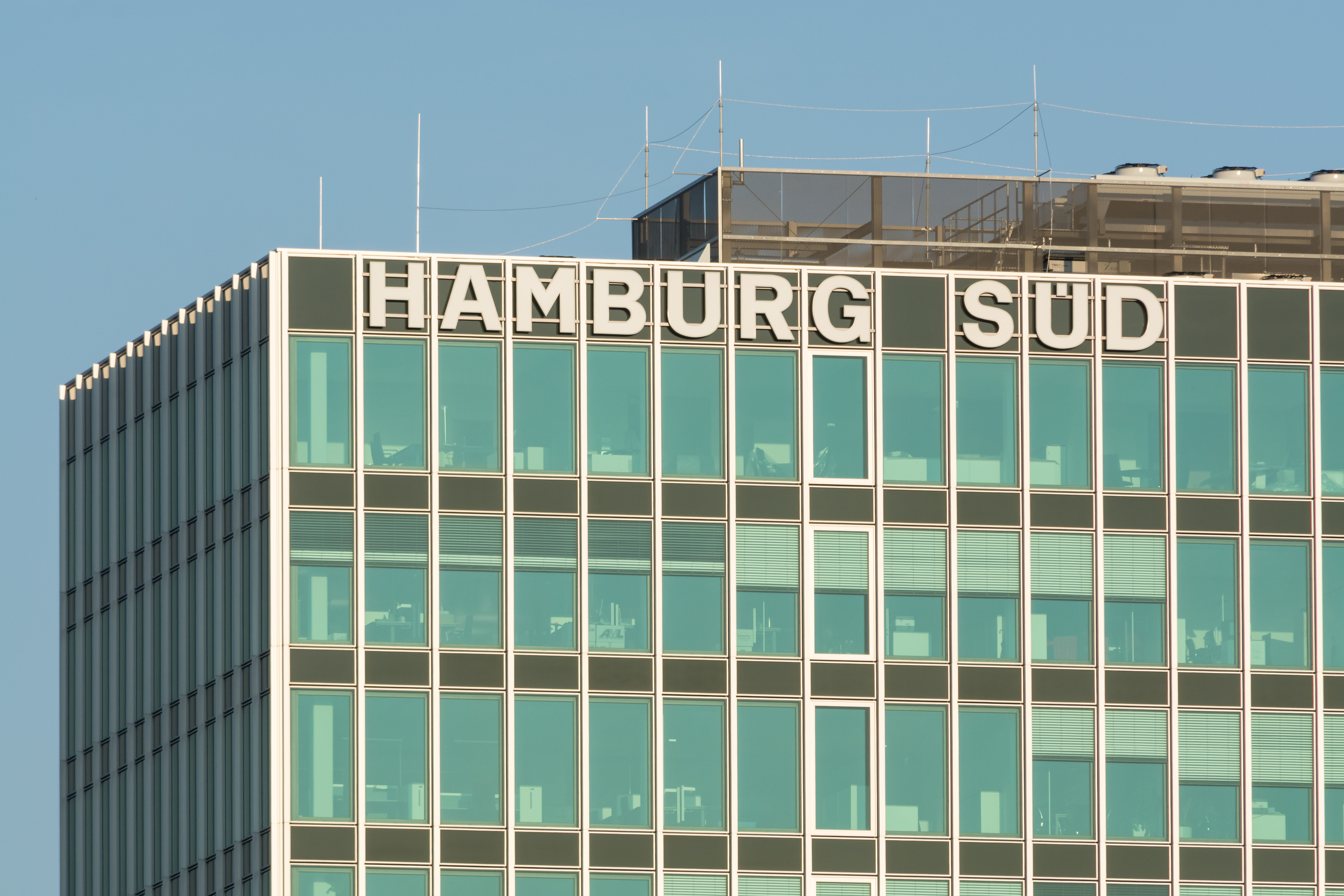
Fassade mit Schriftzug

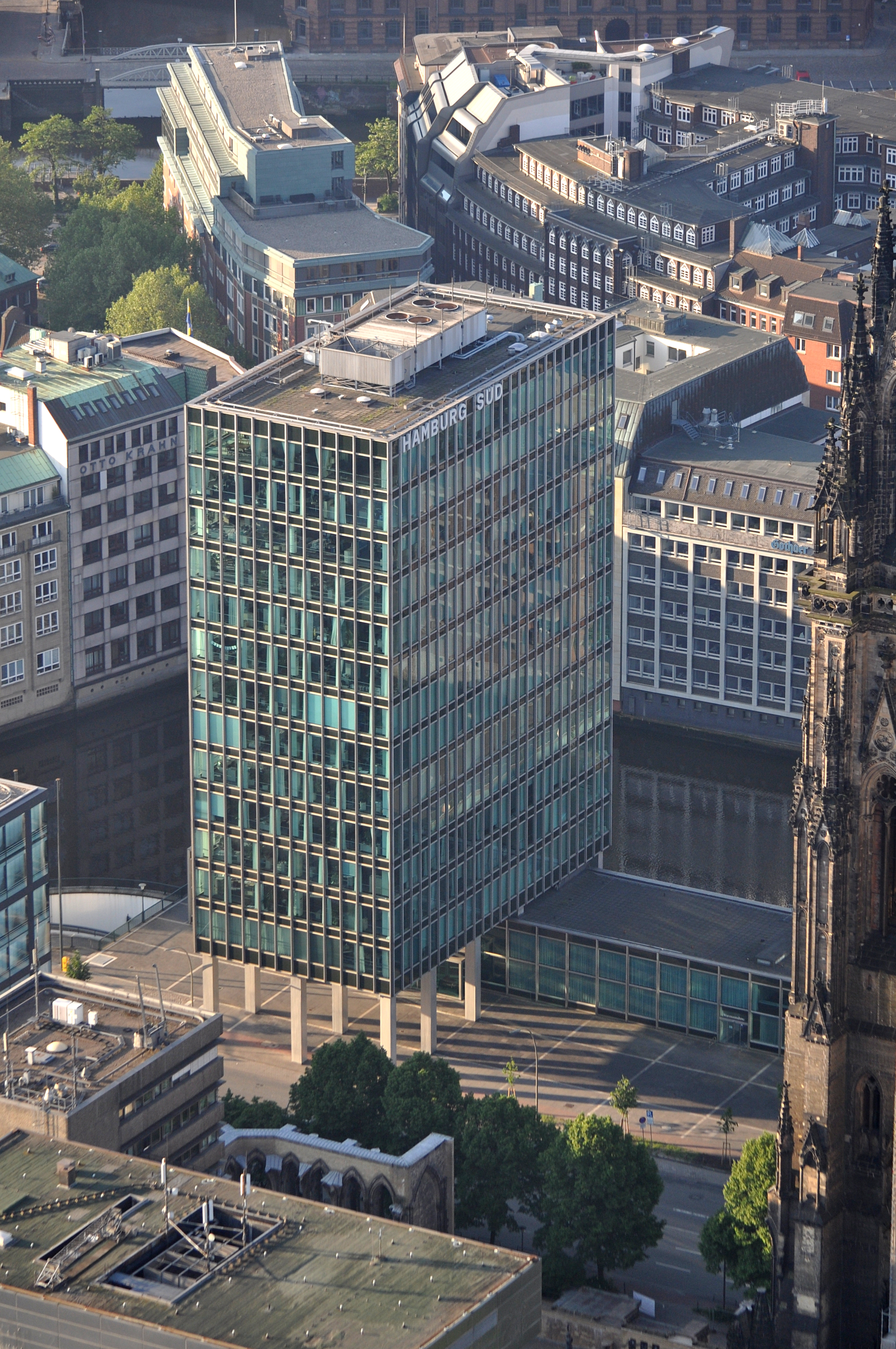
Luftbild mit der Ost-West-Straße im Vordergrund

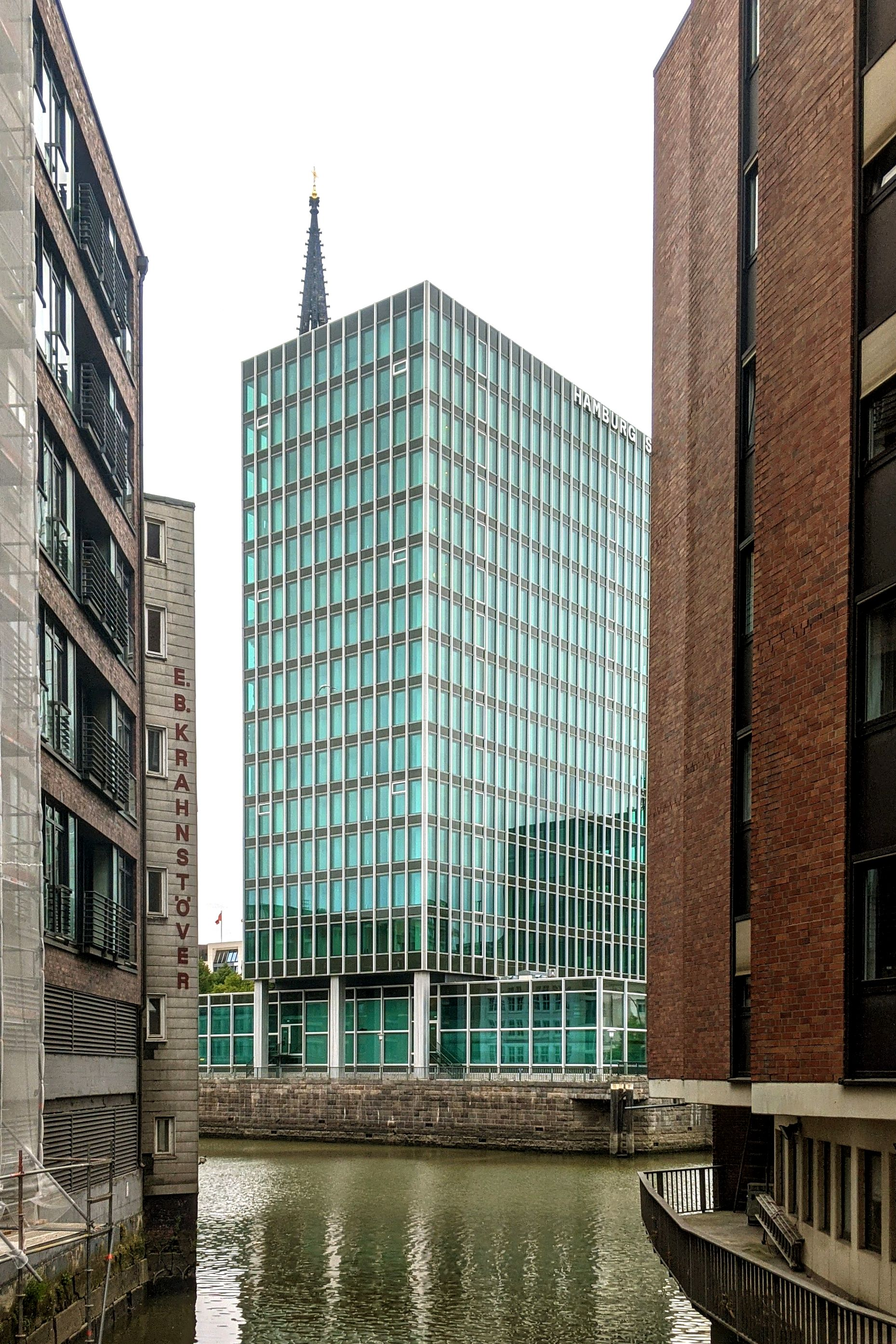
Ansicht vom Steckelhörnfleet

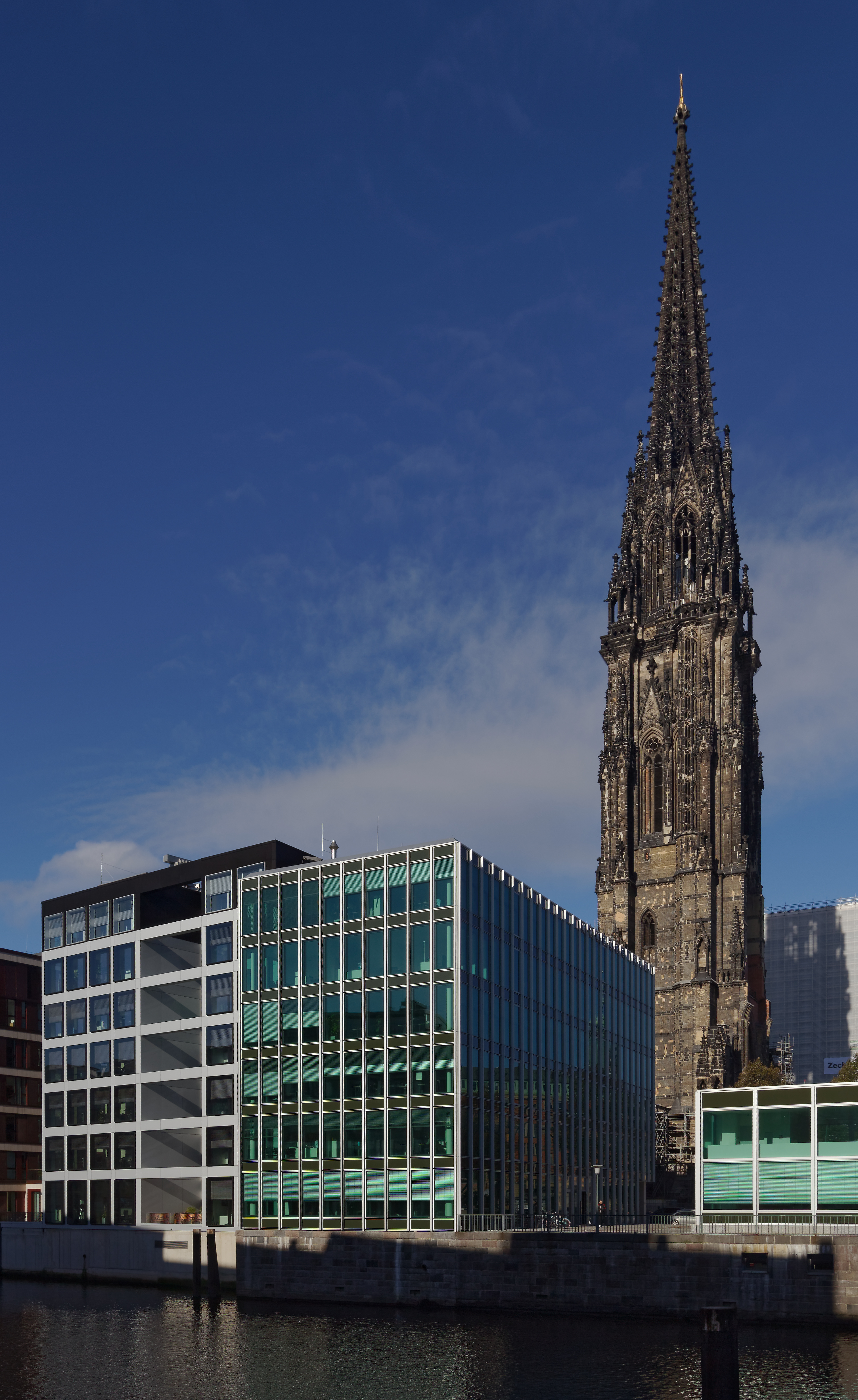
V. l. n. r.: Erweiterungsbau von 2016, Nebengebäude (ex-Condor-Haus), Turm der Nikolaikirche, Beginn des Verbindungsbaus

Das Hamburg-Süd-Gebäude ist ein von 1959 bis 1964 errichteter Gebäudekomplex in Hamburg aus einem 15-geschossigen Hochhaus mit einer heutigen Höhe von 55 m und einem sechsgeschossigen Bürohaus, die durch einen Querbau miteinander verbunden sind. Er wurde für die Nutzung durch die Reederei Hamburg Süd und durch die Versicherung Condor geplant. Zum Planungszeitpunkt gehörten die beiden vorgesehenen Nutzer zur Oetker-Gruppe, so dass alle Entwürfe durch deren damaligen „Hausarchitekten“ Cäsar Pinnau erstellt wurden.

## Planungsphase
Bereits seit 1953 stand der endgültige Verlauf der neuen Ost-West-Straße fest, die eines der wichtigsten Projekte des Wiederaufbaus von Hamburg nach den Zerstörungen des Zweiten Weltkriegs war. Diese Straße war als zeittypische autogerechte und repräsentative Verbindung durch die Innenstadt vorgesehen und sollte daher auch der Standort moderner zukunftsweisender Gebäude werden. Die Vorstellungen der Oetker-Gruppe für ihren Neubau passten gut in das Konzept der Hamburger Baubehörde für diese neue Verkehrsachse.
Die ersten Planungen begannen 1954 mit Überlegungen für ein langgestrecktes fünfgeschossiges Gebäude, das den damaligen Vorgaben der Stadt Hamburg entsprochen hätte. Auf Anregung des Oberbaudirektors Werner Hebebrand erweiterte die Oetker-Gruppe die Planung bereits im zweiten Schritt um das heutige Hochhaus als Schwerpunkt des Komplexes. Bis 1958 waren alle notwendigen Grundstücke im Besitz des Bauherren und die Verhandlungen mit der Stadt Hamburg über die Anordnung der Gebäude abgeschlossen. Das Grundkonzept war festgelegt, es sah zwei quer zum Nikolaifleet angeordnete Häuser vor, von denen das östliche ein aufgeständertes Hochhaus werden sollte, die ein niedrigerer parallel zum Fleet angeordneter Gebäuderiegel miteinander verband. Am östlichen Ende plante man die Zufahrt zur Tiefgarage. Es folgten mehrere Entwürfe, in denen vor allem die Höhen der beiden Gebäude variierten. Am Ende stand eine Genehmigung für ein Hochhaus mit 13 Stockwerken, ein zweites Bürogebäude mit sechs Stockwerken und einen Verbindungsbau.
Bemerkenswert ist, auf welche breite Resonanz die Planung in der Öffentlichkeit stieß. Die Errichtung moderner Hochhäuser in der Hamburger Innenstadt war in den 1950er-Jahren ein umstrittenes Thema. Um die optische Wirkung des Gebäudes einschätzen zu können, simulierte man den Bau durch einen am Ort des Projektes aufsteigenden Ballon. Dieser wurde auf eine Höhe von 50 m gebracht und von verschiedenen Standorten in der Innenstadt begutachtet. Im Ergebnis waren sich alle Beteiligten einig, „dass von einer ernsthaften Konkurrenz des Baukörpers zu den [Kirch-]Türmen der Innenstadt und einer [befürchteten] Beeinträchtigung des Stadtbildes nicht gesprochen werden [konnte]“.

## Bauphase
Die Bauarbeiten begannen 1959 mit dem kleineren Gebäude, das am 6. Januar 1962 als Verwaltungssitz der Versicherungsgruppe Condor eingeweiht wurde. Bereits hier zeigten sich alle Gestaltungsprinzipien das späteren Hochhauses. Im Erdgeschoss gab es eine großzügige Eingangshalle, der oberste Stock war eine explizit anders als die restlichen Büroetagen gestaltete Vorstandsetage mit Konferenzräumen. Als Vorgabe von Rudolf-August Oetker sollte der beherrschende Grundfarbton des Gebäudes ein dunkles Grün sein. Die Glasfassade wurde also aus grün getöntem Glas gefertigt und die Verkleidung des Empfangsraumes bestand aus grünem Marmor. Diese Farbe findet sich auch in der modern und schlichten Innenausstattung wieder, deren künstlerische Ausstattung sich auf Einzelstücke beschränkt. Der einzige Bauschmuck der Außenfassade war damals ein stilisierter Kondor als Darstellung des Firmensymbols.
Wenige Wochen nach der Einweihung des kleineren Gebäudes kam es zur Sturmflut 1962, während der die bereits ausgehobene Baugrube für das Hochhaus überflutet wurde. Dadurch ergab sich eine deutliche Verzögerung im Baufortschritt. Seit Beginn der Arbeiten am Fundament für das Hochhaus im Herbst 1961 traten immer wieder Probleme mit dem Untergrund auf. Erst in 14 m Tiefe war der Grund tragfähig genug für die geplante Konstruktion, darüber befanden sich noch ungefähr 4000 Holzpfähle der Vorgängerbauten, die entfernt werden mussten. Nach insgesamt neunjähriger Planungs- und Bauzeit erfolgte das Richtfest des Hochhauses am 5. Dezember 1963.

## Architektur
Die Fassadengestaltung der beiden Blöcke ist identisch, sie rahmen zwischen Nikolaifleet und Ost-West-Straße (seit 2005 Willy-Brandt-Straße) einen kleinen Platz ein. Der Entwurf ist nach Angaben Cäsar Pinnaus vom New Yorker Seagram Building, dem Inland Steel Building, dem Lever House und dem Dreischeibenhaus beeinflusst. Insgesamt betrachtet sind die Einflüsse durch das Lever House wohl am größten.
Der Verbindungsbau besteht fast durchgängig aus einem über sechs Meter hohen einzelnen Geschoss, das durch ein umlaufendes Galeriegeschoss gegliedert wird. Hier befinden sich das Casino, eine repräsentative Eingangshalle für das Hochhaus und eine Passagehalle in der ursprünglich ein Reisebüro und eine Bankfiliale untergebracht waren. Alle Eingangshallen der Gebäude zeigen eine auffallend exakte und aufwendige Verarbeitung der Marmorverkleidung
Die Geschosse 2 bis 12 das Hochhauses waren einheitlich als Büros für die Beschäftigen der Reederei vorgesehen. In den ersten Entwürfen plante man noch eine konventionelle Büroaufteilung, die später in eine damals zeitgemäße flexible Ausstattung mit Großraumbüros geändert wurde. Die Geschosse 13 und 14 waren davon abweichend als Arbeits- und Repräsentionsbereiche für den Vorstand vorgesehen. Hier gab es auch eine entsprechend hochwertigere Ausstattung.
Auf dem Vorplatz steht ein Springbrunnen, den Kurt Kranz entworfen hat. Sein Wasserbecken mit einer stilisierten Weltkugel sollte die weltumspannenden Aktivitäten der Oetker-Gruppe symbolisieren.

## Umbauten, Sanierung und Verkauf
Wie bei vielen Gebäuden aus den 1960er-Jahren erwies sich die Wärmedämmung als unzureichend. Um diese zu verbessern, wurde in den Jahren 1979 und 1980 eine doppelte Verglasung der Fassade eingebaut.
Ab 2008 begannen Planungen zur Renovierung und Erweiterung des Komplexes, in die unter anderem ein detaillierter Denkmalpflegeplan der Architektin Anna Katharina Zülch einfloss. Der Komplex sollte nach Westen um ein weiteres Gebäude erweitert und das Hochhaus um ein Stockwerk aufgestockt werden. Von 2015 bis 2016 erfolgte nach einem Entwurf aus dem Architekturbüro Engel die Errichtung des Erweiterungsbaus und die Renovierung der Bestandsgebäude. Es wurden alle alten Fassaden entfernt, die Elemente der Repräsentationsräume eingelagert und die alten Gebäude vollständig entkernt. Die alte Vorstandsetage verlegte man unter weitgehender Erhaltung des Originalzustandes in den neuen 15. Stock. Die Gebäude erhielten neben komplett neuer Haustechnik eine moderne Doppelhüllenfassade, deren äußeres Erscheinungsbild der alten Fassade angeglichen wurde. Insbesondere achtete man darauf, den ursprünglichen grünen Farbton zu behalten. Da neue Fassade und Haustechnik deutlich schwerer und voluminöser wurden als die alte, waren zeitgleich umfangreiche Anpassungen an der gesamten Stützkonstruktion erforderlich. Alle Gebäude erhielten wieder die ursprünglichen Eingangsbereiche, der Repräsentationscharakter des Verbindungsbaus wurde wieder hergestellt.
Nach dem Verkauf der Reederei an den dänischen Konkurrenten Maersk im Jahr 2017 wurde der Standort an der Willy-Brandt-Straße zum Jahresende 2021 aufgegeben und ebenfalls verkauft.

## Fotografien und Karte
Koordinaten: 53° 32′ 48,8″ N, 9° 59′ 31,2″ O

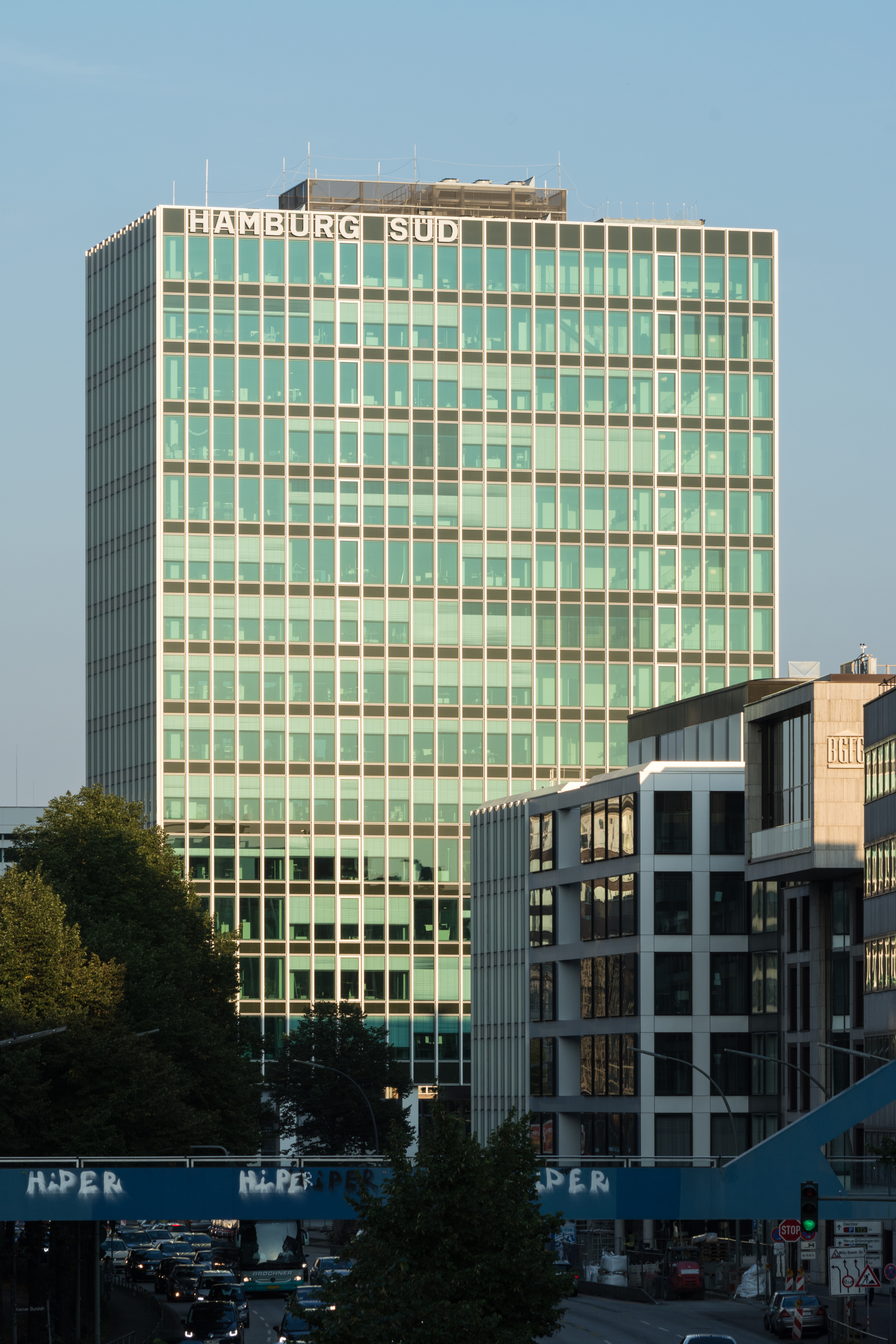
Westfassade
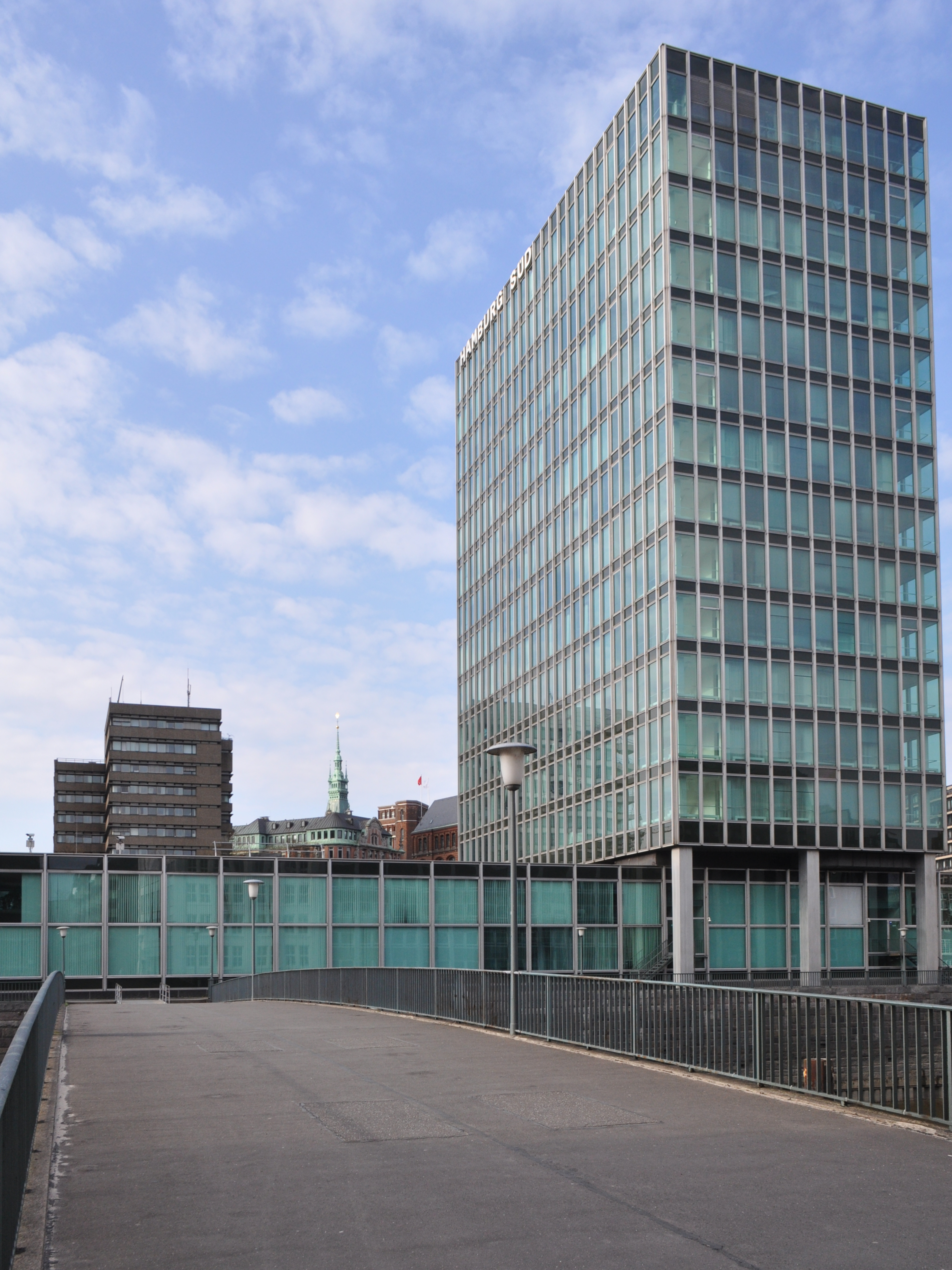
Blick von der Reimersbrücke im Ursprungszustand
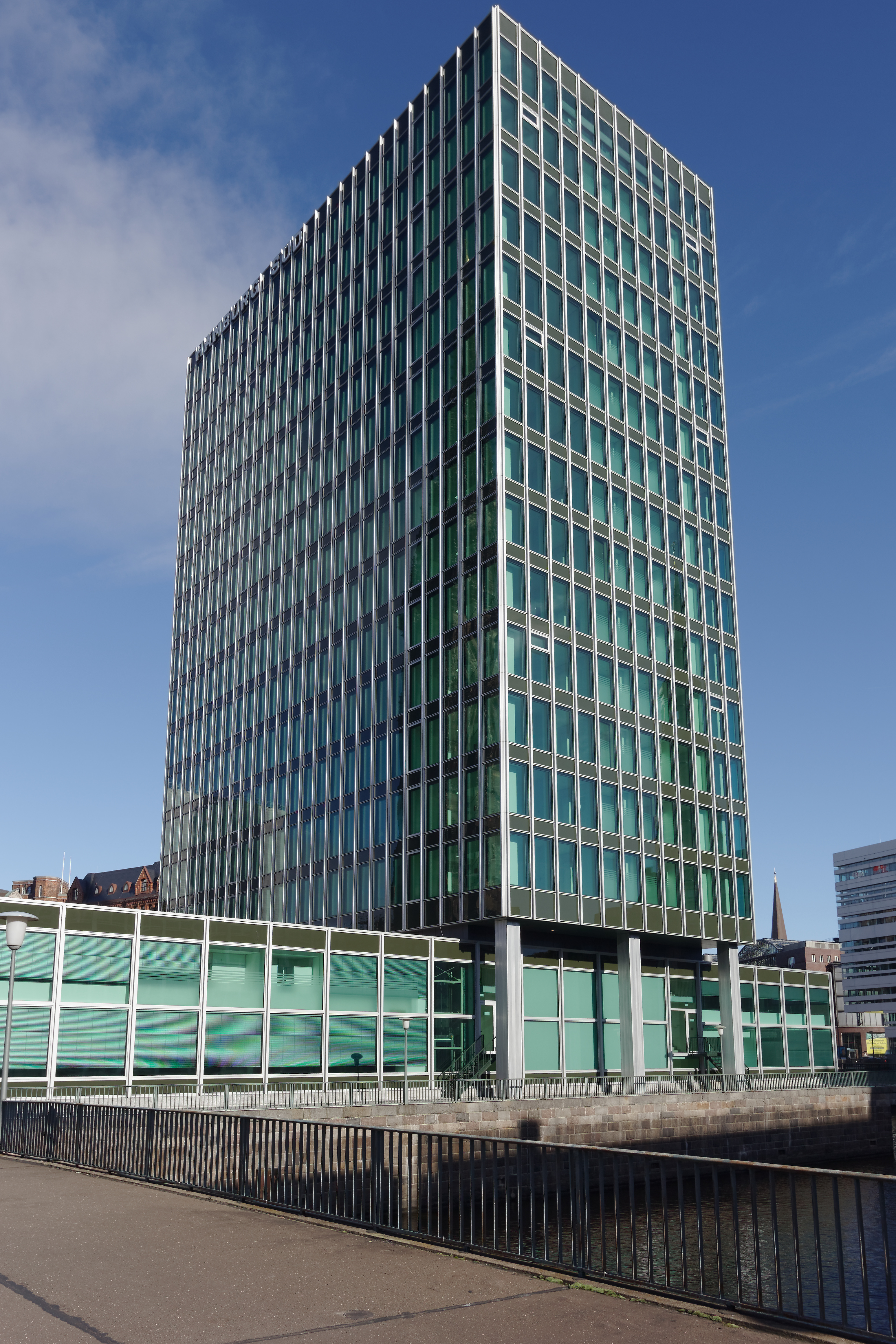
Blick von der Reimersbrücke nach Aufstockung
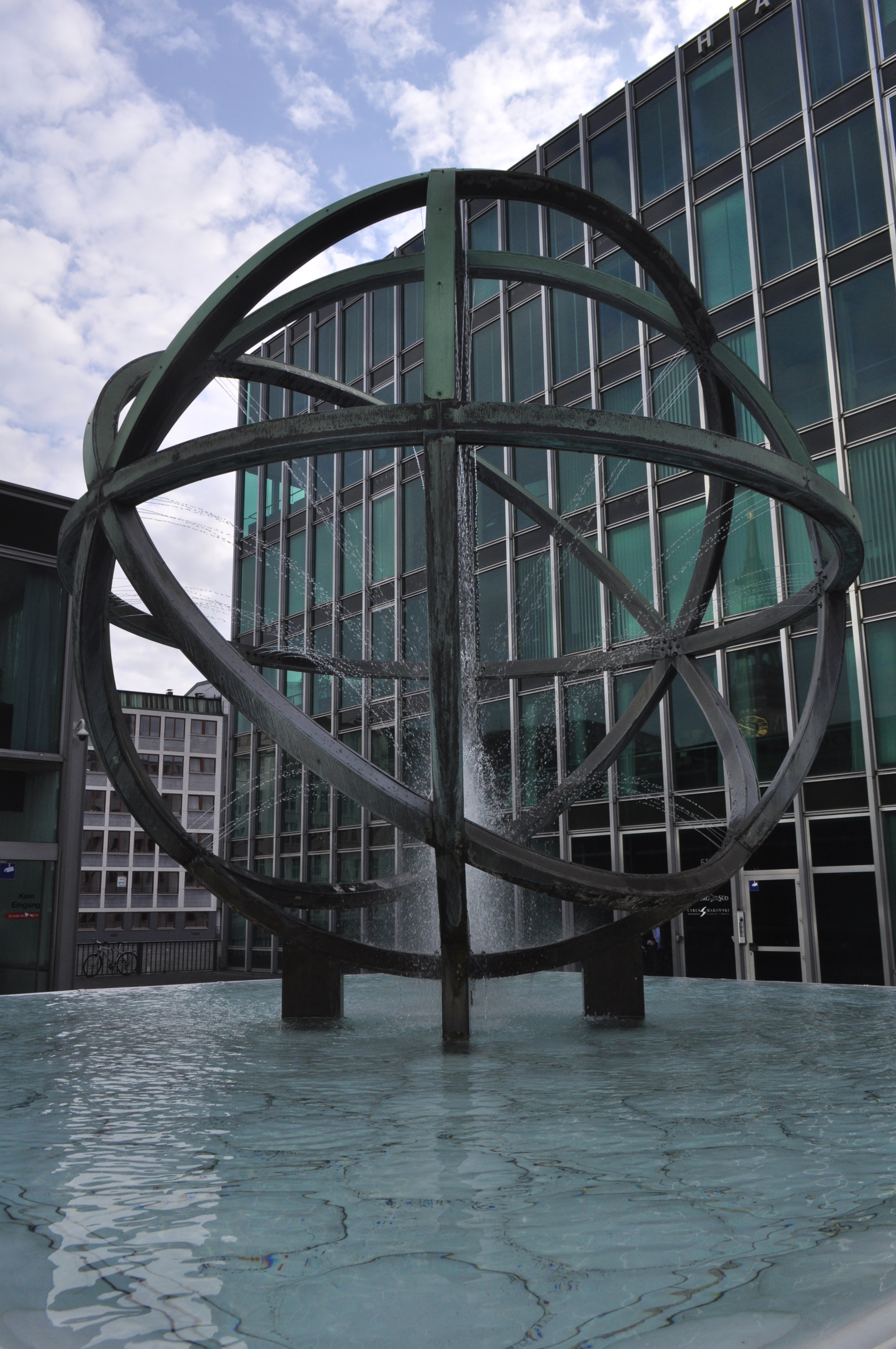
Der sog. Globusbrunnen und dahinter das kleinere Gebäude
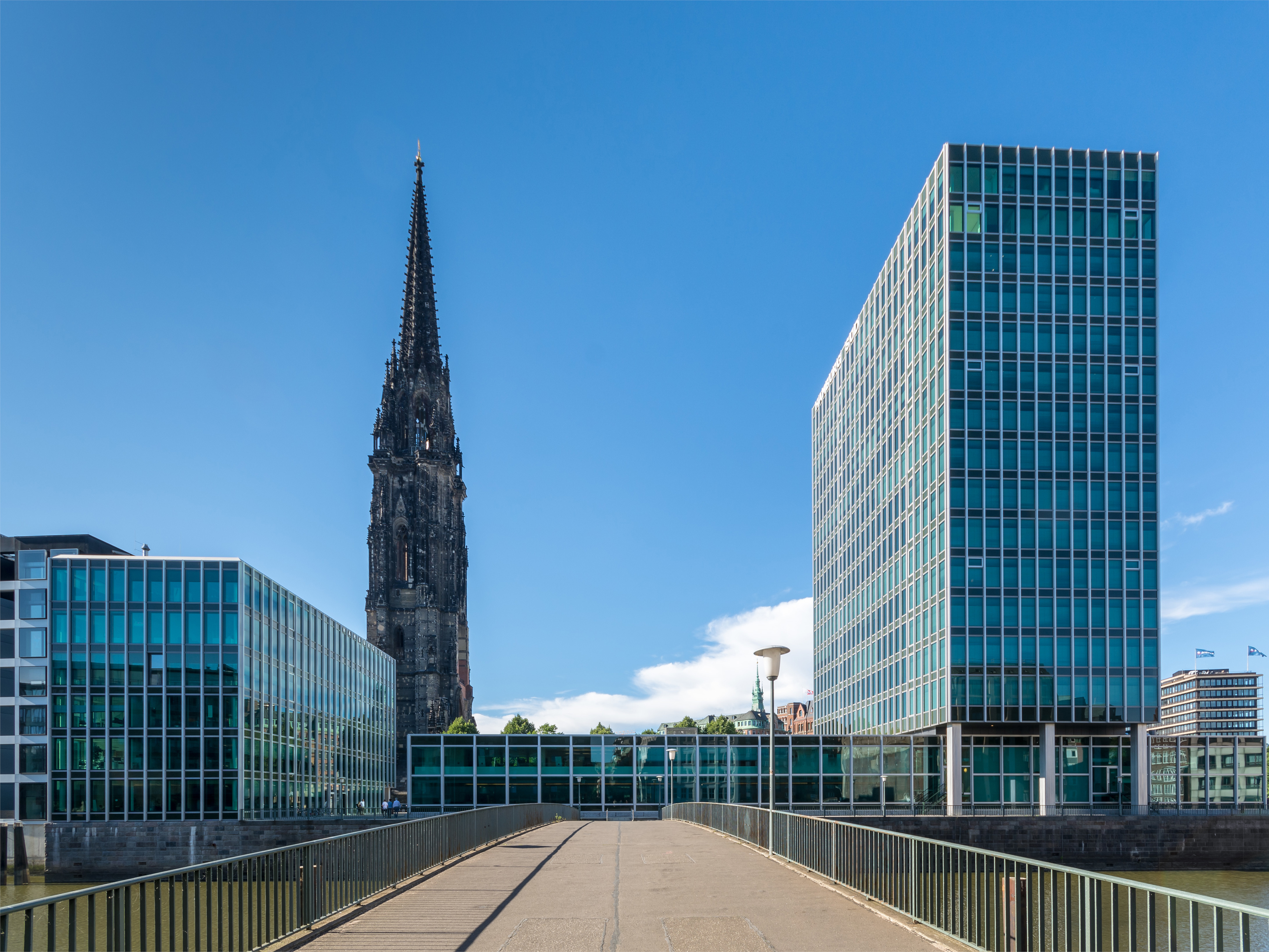
Gebäudekomplex mit Reimersbrücke im Vordergrund